# Xã Heier, Quận Mahnomen, Minnesota
Xã Heier (tiếng Anh: Heier Township) là một xã thuộc quận Mahnomen, tiểu bang Minnesota, Hoa Kỳ. Năm 2010, dân số của xã này là 143 người.